# Кодарский тоннель
Кодарский тонне́ль — железнодорожный тоннель на Байкало-Амурской магистрали, на участке Витим — Новая Чара (920—922 км железной дороги).
Тоннель, расположенный в Забайкальском крае, пересекает отрог хребта Кодар Байкальской горной страны. В районе тоннеля высокая сейсмическая активность — 8 баллов на портальных участках и 7 баллов — на центральном. Кодарский тоннель — самый высокогорный среди всех тоннелей БАМа.

Карта местонахождения Кодарского тоннеля на БАМе

Длина тоннеля 1981 м, с вспомогательными выработками — 2050 м, сечение тоннеля 42-48 м². Тоннель однопутный, проходит на максимальной глубине 148 м. Построен в ноябре 1982 — декабре 1987 годов «Бамтоннельстроем», введён в эксплуатацию в 1988 году.
В ходе строительства был допущен ряд нарушений, в том числе проектного температурного режима, что привело весной 1984 года к серьёзному обвалу и затягиванию сроков как сдачи тоннеля, так и строительства пути, вследствие невозможности пропуска путеукладчика. В процессе строительства тоннеля был построен временный обход через Кодарский перевал, длиной чуть более 7 км (закончен 14 сентября 1984 года).